# USS Courier (AMc-72)
USS Courier (AMc-72) – trałowiec typu Accentor. Pełnił służbę w United States Navy w czasie II wojny światowej.
Jego stępkę położono 31 marca 1941. Zwodowano go 17 maja 1941. Wszedł do służby 11 października 1941.
W czasie wojny pełnił służbę na Atlantyku w pobliżu wschodniego wybrzeża USA w 1. Dystrykcie Morskim.
Wycofany ze służby prawdopodobnie w 1946. Skreślony z listy jednostek floty prawdopodobnie w 1946.